# Янково-Дольне
Янково-Дольне (пол. Jankowo Dolne) — село в Польщі, у гміні Ґнезно Гнезненського повіту Великопольського воєводства.
Населення — 807 осіб (2011).
У 1975-1998 роках село належало до Познанського воєводства.

## Демографія
Демографічна структура станом на 31 березня 2011 року:
|          | Загалом | Допрацездатний вік | Працездатний вік | Постпрацездатний вік |
| -------- | ------- | ------------------ | ---------------- | -------------------- |
| Чоловіки | 386     | 85                 | 279              | 22                   |
| Жінки    | 421     | 102                | 274              | 45                   |
| Разом    | 807     | 187                | 553              | 67                   |